# Ype Schaaf
Ype Schaaf (Leeuwarden, 12 april 1930 – Utrecht, 16 augustus 2003) was een Nederlandse predikant en journalist van Friese afkomst.
Schaaf werd in 1959 zendingspredikant in Kameroen na een studie theologie aan de Rijksuniversiteit Groningen. Na zijn terugkeer in Nederland in 1968 trad hij in dienst van het Nederlands Bijbelgenootschap.
Tussen 1977 en 1990 vormde hij samen met Sytze Faber de hoofdredactie van het Friesch Dagblad. Hij schreef verschillende boeken, waarvan een aantal in het Frans is vertaald.
Thema's waarmee hij zich heeft beziggehouden waren de christelijke zending, Afrika, Friesland en de Friese taal, evangelie en cultuur. Voor de NCRV-omroep verscheen hij soms op de televisie. Kort voor zijn plotselinge dood was hij nog begonnen aan een proefschrift.
Schaaf, die tweetaligheid als "in deagewoane saak" (een doodgewone zaak) beschouwde, preekte regelmatig in het Fries.

## Publicaties (selectie)
- Laarzen op de Lange Pijp. Leeuwarden in de Tweede Wereldoorlog (1994)
- De Afrikaanse weg van Jezus (1995)
- De blanke is gek (autobiografie) (2002)

## Trivia
- Midden jaren negentig kwam Schaaf in opspraak, doordat het televisieprogramma Kopspijkers een fragment van een interview met hem liet zien, waarbij hij een passant, een klein jongetje dat achter hem in beeld verscheen, een klap in het gezicht verkocht.[5]

- Bibliothèque nationale de France: cb129214671 (data)
- Gemeinsame Normdatei: 1038221455
- International Standard Name Identifier: 0000 0000 2992 964X
- Library of Congress Control Number: n86069789
- Nederlandse Thesaurus van Auteursnamen: 068582986
- Système universitaire de documentation: 030891493
- Virtual International Authority File: 76445098
- WorldCat: E39PBJqFMjyD9XkHWMKDVJPG73